# 1999 NBA Draft
1999 NBA Draft – National Basketball Association Draft, który odbył się 30 czerwca 1999 w Waszyngtonie.

## Legenda
Pogrubiona czcionka – wybór do All-NBA Team.
|  | - występ w NBA All-Star Game. |

Gwiazdka (*) – członkowie Basketball Hall of Fame.

## Runda pierwsza
| Nr | Zawodnik                 | Narodowość        | Drużyna NBA                                                     | College/Drużyna                 |
| -- | ------------------------ | ----------------- | --------------------------------------------------------------- | ------------------------------- |
| 1  | Elton Brand (PF)         | Stany Zjednoczone | Chicago Bulls                                                   | Duke University                 |
| 2  | Steve Francis (G)        | Stany Zjednoczone | Vancouver Grizzlies                                             | University of Maryland          |
| 3  | Baron Davis (PG)         | Stany Zjednoczone | Charlotte Hornets                                               | UCLA                            |
| 4  | Lamar Odom (F)           | Stany Zjednoczone | Los Angeles Clippers                                            | University of Rhode Island      |
| 5  | Jonathan Bender (F)      | Stany Zjednoczone | Toronto Raptors (z Denver Nuggets, sprzedany do Indiana Pacers) | Picayune High School            |
| 6  | Wally Szczerbiak (SF)    | Stany Zjednoczone | Minnesota Timberwolves (z New Jersey Nets)                      | University of Miami             |
| 7  | Rip Hamilton (SG)        | Stany Zjednoczone | Washington Wizards                                              | University of Connecticut       |
| 8  | Andre Miller (PG)        | Stany Zjednoczone | Cleveland Cavaliers (z Boston Celtics)                          | University of Utah              |
| 9  | Shawn Marion (F)         | Stany Zjednoczone | Phoenix Suns (z Dallas Mavericks)                               | University of Nevada            |
| 10 | Jason Terry (G)          | Stany Zjednoczone | Golden State Warriors (sprzedany do Atlanta Hawks)              | University of Arizona           |
| 11 | Trajan Langdon (SG)      | Stany Zjednoczone | Cleveland Cavaliers                                             | Duke University                 |
| 12 | Aleksandar Radojević (C) |                   | Toronto Raptors                                                 | Barton County Community College |
| 13 | Corey Maggette (SG/SF)   | Stany Zjednoczone | Seattle SuperSonics                                             | Duke University                 |
| 14 | William Avery (PG)       | Stany Zjednoczone | Minnesota Timberwolves                                          | Duke University                 |
| 15 | Frédéric Weis (C)        | Francja           | New York Knicks                                                 | CSP Limoges                     |
| 16 | Ron Artest (SF)          | Stany Zjednoczone | Chicago Bulls (z Phoenix Suns)                                  | St. John’s University           |
| 17 | Cal Bowdler (PF)         | Stany Zjednoczone | Atlanta Hawks (z Sacramento Kings)                              | Old Dominion University         |
| 18 | James Posey (SG/SF)      | Stany Zjednoczone | Denver Nuggets (z Milwaukee Bucks via Phoenix Suns)             | Xavier University               |
| 19 | Quincy Lewis (SF)        | Stany Zjednoczone | Utah Jazz (z Philadelphia 76ers)                                | University of Minnesota         |
| 20 | Dion Glover (SG)         | Stany Zjednoczone | Atlanta Hawks (z Detroit Pistons)                               | Georgia Institut of Technology  |
| 21 | Jeff Foster (PF/C)       | Stany Zjednoczone | Atlanta Hawks (sprzedany do Golden State Warriors)              | Texas State University          |
| 22 | Kenny Thomas (PF)        | Stany Zjednoczone | Houston Rockets                                                 | University of New Mexico        |
| 23 | Devean George (SF)       | Stany Zjednoczone | Los Angeles Lakers                                              | Augsburg College                |
| 24 | Andriej Kirilenko (F)    | Rosja             | Utah Jazz (z Orlando Magic)                                     | CSKA Moskwa                     |
| 25 | Tim James (SF)           | Stany Zjednoczone | Miami Heat                                                      | University of Miami             |
| 26 | Vonteego Cummings (PG)   | Stany Zjednoczone | Indiana Pacers                                                  | University of Pittsburgh        |
| 27 | Jumaine Jones (SF)       | Stany Zjednoczone | Atlanta Hawks (z Portland Trail Blazers via Detroit Pistons)    | University of Georgia           |
| 28 | Scott Padgett (PF)       | Stany Zjednoczone | Utah Jazz                                                       | University of Kentucky          |
| 29 | Leon Smith (PF)          | Stany Zjednoczone | San Antonio Spurs                                               | Martin Luther King High School  |

Gracze spoza pierwszej rundy tego draftu, którzy wyróżnili się w czasie gry w NBA to: Manu Ginóbili (wybrany do All-NBA Team, występ w NBA All-Star Game), Todd MacCulloch i Raja Bell.